# Leszcz (osada w województwie warmińsko-mazurskim)
Leszcz – osada w Polsce położona w województwie warmińsko-mazurskim, w powiecie ostródzkim, w gminie Dąbrówno. W latach 1975–1998 miejscowość administracyjnie należała do województwa olsztyńskiego.
W czasach PRL w osadzie znajdował się PGR.
W 1974 r. do Sołectwa Brzeźno Mazurskie należały miejscowości: wieś Brzeźno Mazurskie, osada Kalborno, oraz wieś Leszcz,  PGR Leszcz. Sołectwo należało do gminy Dąbrówko, powiat ostródzki.